# 八つ松
八つ松（やつまつ）は、愛知県名古屋市緑区の地名。現行行政地名は八つ松一丁目及び八つ松二丁目。住居表示未実施。

## 地理
名古屋市緑区東部に位置し、大清水、大清水西、鎌倉台、砂田、尾崎山と接する。

## 歴史

### 町名の由来
鳴海町の小字名「八ツ松」による。当地にかつて鎌倉街道が通っており、街道沿いの8本の良い松が人々の目に留まったことで「八ツ松」と呼ばれたのだという。

### 沿革
- 2003年（平成15年）9月27日 - 緑区鳴海町字大清水、字砂田、字八ツ松の一部より、八つ松一丁目が成立[1]。
- 2010年（平成22年）11月6日 - 緑区鳴海町字八ツ松の一部より八つ松二丁目が成立し、一部が八つ松一丁目になる[8]。

## 世帯数と人口
2019年（平成31年）3月1日現在の世帯数と人口は以下の通りである。
| 丁目         | 世帯数  | 人口    |
| ------------ | ------- | ------- |
| 八つ松一丁目 | 398世帯 | 1,111人 |
| 八つ松二丁目 | 218世帯 | 662人   |
| 計           | 616世帯 | 1,773人 |

### 人口の変遷
国勢調査による人口の推移
| 2005年（平成17年） | 348人   | [ 9 ]  |  |
| 2010年（平成22年） | 341人   | [ 10 ] |  |
| 2015年（平成27年） | 1,562人 | [ 11 ] |  |

## 学区
市立小・中学校に通う場合、学校等は以下の通りとなる。また、公立高等学校に通う場合の学区は以下の通りとなる。
| 丁目         | 番・番地等 | 小学校                 | 中学校                 | 高等学校 |
| ------------ | ---------- | ---------------------- | ---------------------- | -------- |
| 八つ松一丁目 | 全域       | 名古屋市立大清水小学校 | 名古屋市立鎌倉台中学校 | 尾張学区 |
| 八つ松二丁目 | 全域       | 名古屋市立大清水小学校 | 名古屋市立鎌倉台中学校 | 尾張学区 |

## 施設
- 八ツ松西公園
- 八ツ尾八幡社

## その他

### 日本郵便
- 郵便番号 : 458-0810[4]（集配局：緑郵便局[14]）。